# نیپون اکسپرس

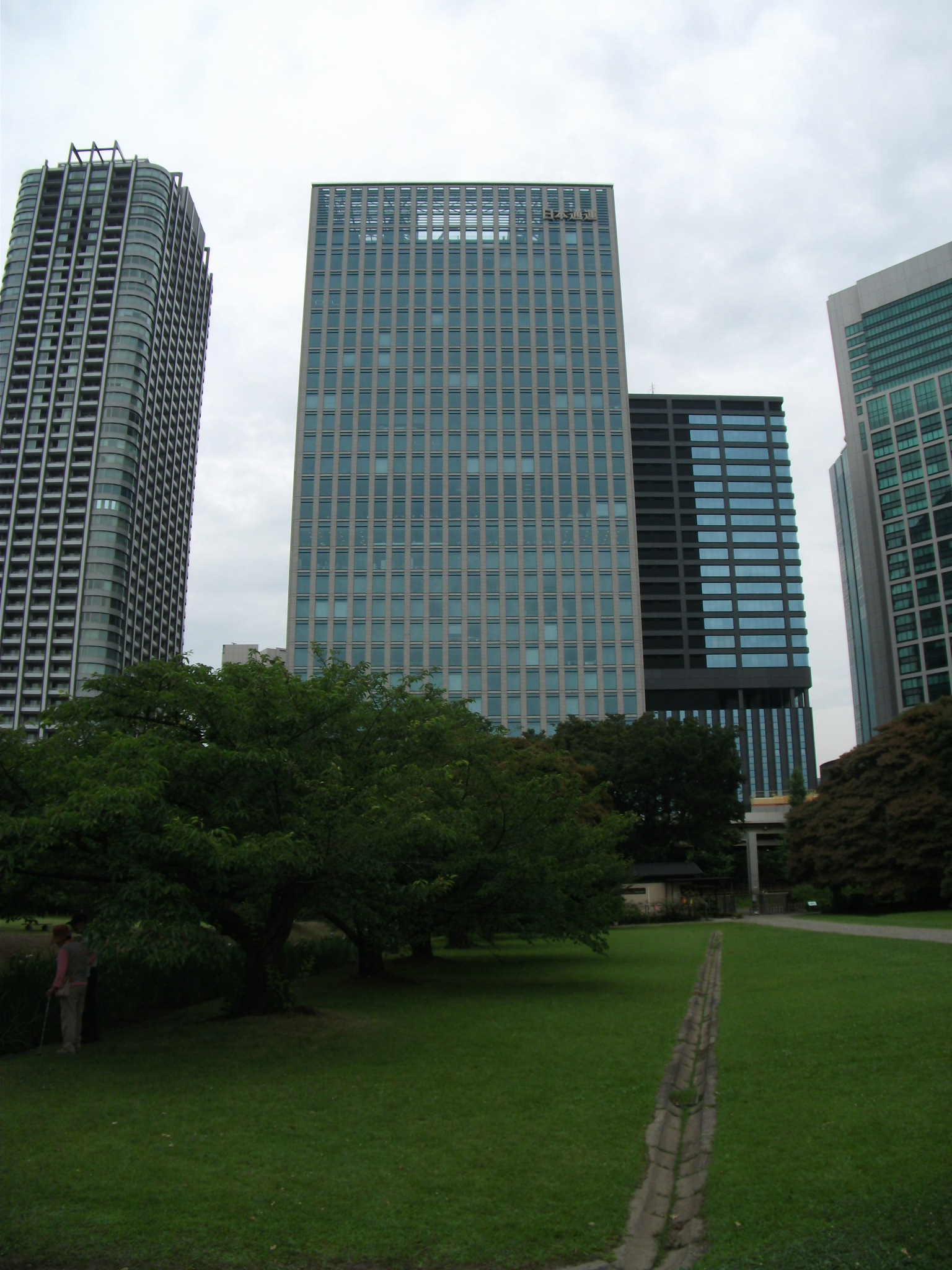
ساختمان مرکزی نیپون اکسپرس

نیپون اکسپرس (به ژاپنی: 日本通運株式会社) شرکت خدمات لجستیک ژاپنی است، که در سال ۱۹۳۷ تأسیس شد و در حال حاضر دارای عملیات در ۴۰ کشور جهان می‌باشد و به‌عنوان سومین شرکت بزرگ لجستیک جهان شناخته می‌شود.
دفتر مرکزی این شرکت در شهر میناتو، توکیو، ژاپن قرار دارد و بخشی از سهام آن در بازار بورس توکیو معامله می‌شود. آل نیپون ایرویز (۵۱٫۷٪)، ژاپن پست هولدینگز (۳۳٫۳۳٪) و
گروه میتسویی (۵٪) بزرگترین سهام‌داران نیپون اکسپرس به‌شمار می‌آیند.